# Le Louroux-Béconnais
Le Louroux-Béconnais és un municipi francès situat al departament de Maine i Loira i a la regió de País del Loira. L'any 2007 tenia 2.703 habitants.

## Demografia

### Població
El 2007 la població de fet de Le Louroux-Béconnais era de 2.703 persones. Hi havia 988 famílies de les quals 241 eren unipersonals (88 homes vivint sols i 153 dones vivint soles), 292 parelles sense fills, 394 parelles amb fills i 61 famílies monoparentals amb fills.
La població ha evolucionat segons el següent gràfic:
Habitants censats

### Habitatges
El 2007 hi havia 1.096 habitatges, 995 eren l'habitatge principal de la família, 27 eren segones residències i 74 estaven desocupats. 962 eren cases i 131 eren apartaments. Dels 995 habitatges principals, 637 estaven ocupats pels seus propietaris, 349 estaven llogats i ocupats pels llogaters i 9 estaven cedits a títol gratuït; 74 tenien una cambra, 50 en tenien dues, 159 en tenien tres, 282 en tenien quatre i 429 en tenien cinc o més. 790 habitatges disposaven pel capbaix d'una plaça de pàrquing. A 400 habitatges hi havia un automòbil i a 452 n'hi havia dos o més.

### Piràmide de població
La piràmide de població per edats i sexe el 2009 era:
| Homes | Edats   | Dones |
| ----- | ------- | ----- |
| 0     | 95 o +  | 4     |
| 4     | 90 a 94 | 20    |
| 12    | 85 a 89 | 28    |
| 4     | 80 a 84 | 20    |
| 56    | 75 a 79 | 28    |
| 48    | 70 a 74 | 68    |
| 40    | 65 a 69 | 68    |
| 40    | 60 a 64 | 28    |
| 36    | 55 a 59 | 24    |
| 52    | 50 a 54 | 60    |
| 72    | 45 a 49 | 40    |
| 76    | 40 a 44 | 64    |
| 84    | 35 a 39 | 80    |
| 72    | 30 a 34 | 76    |
| 60    | 25 a 29 | 80    |
| 60    | 20 a 24 | 52    |
| 72    | 15 a 19 | 88    |
| 100   | 10 a 14 | 72    |
| 40    | 5 a 9   | 92    |
| 76    | 0 a 4   | 60    |

## Economia
El 2007 la població en edat de treballar era de 1.616 persones, 1.225 eren actives i 391 eren inactives. De les 1.225 persones actives 1.143 estaven ocupades (606 homes i 537 dones) i 82 estaven aturades (41 homes i 41 dones). De les 391 persones inactives 123 estaven jubilades, 144 estaven estudiant i 124 estaven classificades com a «altres inactius».

### Ingressos
El 2009 a Le Louroux-Béconnais hi havia 1.011 unitats fiscals que integraven 2.755,5 persones, la mediana anual d'ingressos fiscals per persona era de 15.671 €.

### Activitats econòmiques
Dels 91 establiments que hi havia el 2007, 1 era d'una empresa extractiva, 1 d'una empresa alimentària, 3 d'empreses de fabricació d'altres productes industrials, 18 d'empreses de construcció, 25 d'empreses de comerç i reparació d'automòbils, 5 d'empreses de transport, 4 d'empreses d'hostatgeria i restauració, 6 d'empreses financeres, 2 d'empreses immobiliàries, 10 d'empreses de serveis, 11 d'entitats de l'administració pública i 5 d'empreses classificades com a «altres activitats de serveis».
Dels 27 establiments de servei als particulars que hi havia el 2009, 1 era una oficina d'administració d'Hisenda pública, 1 oficina de correu, 3 oficines bancàries, 4 tallers de reparació d'automòbils i de material agrícola, 2 autoescoles, 2 paletes, 3 guixaires pintors, 2 fusteries, 4 lampisteries, 1 electricista, 2 perruqueries, 1 restaurant i 1 saló de bellesa.
Dels 7 establiments comercials que hi havia el 2009, 1 era un supermercat, 1 una fleca, 1 una carnisseria, 1 una botiga de roba, 1 una botiga d'equipament de la llar, 1 una botiga d'electrodomèstics i 1 una floristeria.
L'any 2000 a Le Louroux-Béconnais hi havia 121 explotacions agrícoles que ocupaven un total de 5.694 hectàrees.

## Equipaments sanitaris i escolars
El 2009 hi havia 1 hospital de tractaments de mitja durada (seguiment i rehabilitació), 1 farmàcia i 2 ambulàncies.
El 2009 hi havia 1 escola maternal i 2 escoles elementals. Le Louroux-Béconnais disposava d'un col·legi d'educació secundària amb 396 alumnes.

## Poblacions més properes
El següent diagrama mostra les poblacions més properes.